# جوناثان مكارتي
جوناثان مكارتي (بالإنجليزية: Johnathan McCarty)‏ (و. 1795 – 1852 م) هو سياسي من الولايات المتحدة الأمريكية ولد في مقاطعة كلبيبر.
وهو عضو في الحزب الديمقراطي الأمريكي .